# Wyścig z czasem (film 2003)
Wyścig z czasem (tytuł oryg. Out of Time) – amerykański thriller z 2003 roku w reżyserii Carla Franklina z Denzelem Washingtonem w roli głównej.

## Główne role
- Denzel Washington - Matthias Lee Whitlock
- Eva Mendes - Alex Diaz Whitlock
- Sanaa Lathan - Ann Merai Harrison
- Dean Cain - Chris Harrison
- John Billingsley - Chae
- Robert Baker - Tony Dalton
- Alex Carter - Paul Cabot
- Antoni Corone - Zastępca szeryfa Baste
- Terry Loughlin - Agent Stark
- Nora Dunn - Dr Donovan
- James Murtaugh - Dr Frieland

## Fabuła
Matthias Whitlock jest szefem policji w Banyan Key na Florydzie. Jest powszechnie szanowany przez mieszkańców, dobrze wykonuje swoją pracę, a jego żona pracuje w wydziale zabójstw. Pewnego dnia popełnione zostaje podwójne morderstwo. Śledztwo prowadzi żona Matta, a wiele wskazuje na to, że jest zamieszany w tę sprawę. Ofiarami jest małżeństwo Harrisonów, a pani Harrison była kochanką Matta. Prowadzi on wyścig z czasem, by dotrzeć do prawdy...